# آکادمی موسیقی گوگوش (فصل ۳)
فصل سوم آکادمی موسیقی گوگوش یک برنامه استعداد یابی خوانندگان ایرانی است که در تاریخ ۲۷ دی سال ۱۳۹۱، از شبکه من و تو ۱ پخش شد. گوگوش، هومن خلعتبری و بابک سعیدی جزء داوران این فصل بودند.

## شرکت در مسابقه
داوطلبان شرکت در این مسابقه پس از ثبت‌نام اینترنتی در وبگاه این شبکهٔ تلویزیونی، بایستی ویدئوهای تولید شده توسط خودشان را برای تلویزیون «من و تو ۱» ارسال کنند. تمامی ویدئوها توسط هیئت داوری دیده و در نهایت تعدادی از داوطلبان پذیرفته به لندن فراخوانده می‌شوند. فضای کار در این فصل نسبت به فصل‌های گذشته بزرگ‌تر و بهتر بود و ابتدا از میان داوطلبان پذیرفته شده ثبت‌نام اینترنتی، آزمون صدا گرفته شد و سپس تعدادی انتخاب شده و از میان آن‌ها ۱۴ نفر زن و مرد منتخب انتخاب شد.

## شرکت‌کنندگان
میانگین سن شرکت‌کنندگان در این فصل، ۲۲ سال است و کم‌سن‌ترین شرکت‌کننده دلسا با ۱۸ سال سن و مسن‌ترین شرکت‌کننده ارمیا با ۳۱ سال سن است. بیشینهٔ شرکت‌کنندگان امسال در آلمان زندگی می‌کنند.
مردان: مجید، امیرحسین، امیربهمن، آدرین، احسان، آریا، کیان و شاهین.

زنان: ارمیا، ندا، دلسا، هلن، روشنا و شهرزاد.

## پیش از اجرای زنده
هنرجویان پیش از نخستین اجرای زندهٔ خود، در کوکو کازینو، اجرای زنده داشتند و پس از آن در کلاس‌های متعدد آموزش تئوری موسیقی و غیره شرکت کردند. در نهایت شهرزاد، شاهین، آریا و کیان با رأی داوران از آکادمی حذف شدند.

## مراحل اجرای زنده
در این مراحل هنرجویان در روز چهارشنبه ترانه‌های خود را به صورت زنده اجرا می‌کنند. پس از اجرای آنان رای‌گیری آغاز می‌شود و تا ساعت ۶ بعد از ظهر روز پنجشنبه به وقت ایران ادامه دارد. سپس در برنامه جمعه شب هنرجو یا هنرجویانی که رأی کمتری بدست آورده‌اند از دور مسابقات حذف می‌شوند.

### مرحله اول ده نفر
| شماره | شرکت‌کننده | ترانه (خواننده اصلی)      | نتیجه     |
| ----- | --------- | ------------------------- | --------- |
| ۱     | ندا       | من آمده‌ام (گوگوش)         | باقی ماند |
| ۲     | مجید      | سر سپرده (ستار)           | باقی ماند |
| ۳     | روشنا     | من و تو (گوگوش)           | حذف شد    |
| ۴     | احسان     | شکار (ابی)                | حذف شد    |
| ۵     | هلن       | گل آفتابگردون (نوش آفرین) | باقی ماند |
| ۶     | امیربهمن  | چی میشه گفت (داریوش)      | باقی ماند |
| ۷     | دلسا      | گل یخ (کورش یغمایی)       | باقی ماند |
| ۸     | آدرین     | قصر صدف (عارف)            | باقی ماند |
| ۹     | ارمیا     | دختر مشرقی (شهره)         | باقی ماند |
| ۱۰    | امیرحسین  | دلم تنگه (مهستی)          | باقی ماند |

### مرحله دوم هشت نفر
| شماره | شرکت‌کننده | ترانه (خواننده اصلی)                 | نتیجه     |
| ----- | --------- | ------------------------------------ | --------- |
| ۱     | آدرین     | نباشی (محسن یگانه)                   | حذف شد    |
| ۲     | دلسا      | بغض ترانه (رضا صادقی)                | باقی ماند |
| ۳     | امیربهمن  | عشق من باش (بهنام صفوی)              | باقی ماند |
| ۴     | ارمیا     | چشام تورو میبینه (شهاب رمضان)        | باقی ماند |
| ۵     | امیرحسین  | منو ببخش (ناصر عبداللهی)             | باقی ماند |
| ۶     | ندا       | زندگی همین امروزه (سیروان خسروی)     | باقی ماند |
| ۷     | مجید      | منو بارون (بابک جهانبخش و رضا صادقی) | باقی ماند |
| ۸     | هلن       | دوست دارم (گروه سون)                 | حذف شد    |

### مرحله سوم شش نفر
در این مرحله هنرجویان آهنگ‌های مربوط به فیلم‌های سینمای قدیم ایران را اجرا کردند.
| شماره | شرکت‌کننده | ترانه (خواننده اصلی)              | فیلم مربوط به آهنگ     | نتیجه     |
| ----- | --------- | --------------------------------- | ---------------------- | --------- |
| ۱     | ارمیا     | گل حسرت (ستار)                    | حسرت                   | باقی ماند |
| ۲     | امیرحسین  | مرد تنها (فرهاد)                  | رضا موتوری             | باقی ماند |
| ۳     | ندا       | پیچک (ابی)                        | بوی گندم               | باقی ماند |
| ۴     | مجید      | بی تو نمی‌خندم (هرگز هرگز) (عهدیه) | روسپی                  | باقی ماند |
| ۵     | دلسا      | وقتشه (گوگوش)                     | همسفر                  | حذف شد    |
| ۶     | امیربهمن  | کی میگه (عارف)                    | مهدی مشکی و شلوارک داغ | باقی ماند |

### مرحله چهارم پنج نفر
در این مرحله هنرجویان آهنگ‌های مهستی را اجرا کردند.
| شماره | شرکت‌کننده | ترانه مهستی        | نتیجه     |
| ----- | --------- | ------------------ | --------- |
| ۱     | امیربهمن  | بیا بنویسیم        | حذف شد    |
| ۲     | ندا       | مونس               | باقی ماند |
| ۳     | امیرحسین  | کمی با من مدارا کن | باقی ماند |
| ۴     | ارمیا     | از خدا خواسته      | باقی ماند |
| ۵     | مجید      | میخونه             | باقی ماند |

در برنامه جمعه شب بعد از مرحله چهارمِ اجرای زنده، شهرام شب‌پره به عنوان مهمان حضور داشت و آهنگ واویلا را به صورت زنده اجرا کرد.

### مرحله پنجم چهار نفر
در این مرحله هنرجویان آهنگ‌های شهرام شب‌پره را اجرا کردند. همچنین در ابتدای برنامه هر دو هنرجو یک اجرای دوصدایی داشتند.

#### اجرای دوصدایی
| شماره | شرکت‌کننده      | ترانه (خواننده اصلی) |
| ----- | -------------- | -------------------- |
| ۱     | مجید و ارمیا   | خالق (معین)          |
| ۲     | امیرحسین و ندا | عسل (ابی و ستار)     |

#### اجرای اصلی
| شماره | شرکت‌کننده | ترانه شهرام شب‌پره | نتیجه     |
| ----- | --------- | ----------------- | --------- |
| ۱     | مجید      | فتنه              | باقی ماند |
| ۲     | ارمیا     | باغ الفبا         | باقی ماند |
| ۳     | امیرحسین  | خونه عشق          | حذف شد    |
| ۴     | ندا       | تو میتونی         | باقی ماند |

در برنامه جمعه شب بعد از مرحله پنجمِ اجرای زنده، فرامرز اصلانی به عنوان مهمان حضور داشت و آهنگ «تو» را برای اولین بار به صورت زنده اجرا کرد.

### مرحله فینال
در این مرحله هنرجویان هر یک آهنگی از فرامرز اصلانی و یک آهنگ دلخواه اجرا کردند.
همچنین هنرجویان یک آهنگ گروهی به نام «نوروز آمد» را اجرا کردند.
| شماره | شرکت‌کننده | ترانه فرامرز اصلانی | ترانه دلخواه (خواننده اصلی) | نتیجه       |
| ----- | --------- | ------------------- | --------------------------- | ----------- |
| ۱     | ندا       | دیوار               | سرمست (رعنا فرحان)          | رتبه سوم    |
| ۲     | مجید      | اگه یه روز          | عشق من باش (بهنام صفوی)     | رتبه دوم    |
| ۳     | ارمیا     | دل اسیره            | شانه (ویگن و پوران)         | برنده امسال |

پس از آخرین بازپخش مرحله نهایی اجرای زنده٫شرکت مخابرات ایران شماره تلفن‌های شبکه منوتو که به رای‌گیری هنرجویان اختصاص داده شده بود مسدود کرد  و رای‌های افراد داخل ایران پس از مسدودسازی شماره‌ها دریافت نشد.
همچنین در روز جمعه قبل از معرفی برنده، مهران آتش برنده فصل دوم آکادمی موسیقی گوگوش آهنگ «با من قدم بزن» را به صورت زنده اجرا کرد.